# Curitiba (planta)
Curitiba es un género monotípico de arbustos de la familia Myrtaceae. Su única especie, Curitiba prismatica (D.Legrand) Salywon & Landrum, Brittonia 59: 302 (2007), es originaria del sur de Brasil. 

## Sinonimia
- Eugenia prismatica D.Legrand, in Fl. Ilustr. Catar. 1(Mirt.): 205 (1969).
- Mosiera prismatica (D.Legrand) Landrum, Brittonia 49: 522 (1997).[1]